# مايكل كيمبل
مايكل كيمبل (بالإنجليزية: Michael Kimball)‏ (1 فبراير 1977، لانسنغ في الولايات المتحدة)؛ روائي أمريكي.